# 亨利·萨穆埃利工程与应用科学学院
洛杉矶加州大学亨利·山姆艾利工程与应用科学学院（英語：Henry Samueli School of Engineering and Applied Science，缩写为），是洛杉矶加州大学的一个学院，创办于1945年秋季，第一年共有379名學生入学。 學院現有7個系及4000多学生，是美国政府五個主要資助的學科研究中心之一。

## 概況
- 本科招生：2404
- 研究生招生：1387
- 學院成員：151
- 主要的研究中心：5
- NAE成員：15

## 部門
學院有7個系，所有都是經國家工程技術評審委員會（ABET）承認的。
- 航空太空工程系
- 生物工程系
- 生物醫學工程系
- 化學工程系
- 土木工程系
- 電腦科學與工程系
- 電機工程系
- 製造工程系
- 材料工程系
- 機械工程系

## 學位
學院提供以下學位：
- 航空太空工程（學士，碩士，博士）
- 生物工程（學士）
- 生物醫學工程（碩士，博士）
- 化學工程（學士，碩士，博士）
- 土木工程（學士，碩士，博士）
- 電腦科學（學士，碩士，博士）
- 電腦科學與工程系（學士）
- 電機工程（學士，碩士，博士）
- 工程設計（碩士工程師，在線碩士， 工程師） 。
- 工程及應用科學（研究生證書的專業化）
- 製造工程（碩士）
- 材料工程（學士）
- 材料科學與工程系（碩士，博士）
- 機械工程（學士，碩士，博士）